# إيفيلين نونيز
إيفيلين نونيز (بالإسبانية: Evelyn Núñez) هي منافسة ألعاب القوى غواتيمالية، ولدت في 9 أبريل 1971 في غواتيمالا في غواتيمالا.

## وصلات خارجية
- إيفيلين نونيز على موقع الاتحاد الدولي لألعاب القوى (الإنجليزية)
- إيفيلين نونيز على موقع أوليمبيديا (الإنجليزية)